# Сумарага
Сума̀рага (на испански: Zumárraga; на баски: Zumarraga) е малък град в Северна Испания, провинция Гипускоа на Баската автономна област. Намира се на 55 km югозападно от Сан Себастиан. Населението му е 9848 души (по данни от 1 януари 2017 г.).
В Сумарага е роден хандбалистът Иняки Урдангарин (р. 1968).